# Annie Bentoiu
Annie Bentoiu (Boekarest, 1 mei 1927 - aldaar, 21 december 2015) was een Roemeens-Zwitserse schrijfster, dichteres en vertaalster.

## Biografie
Annie Bentoiu had een Roemeense vader en een Zwitserse moeder. Ze studeerde rechten, literatuur en geschiedenis. Haar prozawerken schreef ze in het Roemeens, terwijl ze haar poëzie schreef in het Frans. Als vertaalster vertaalde ze onder meer werken van de Roemeense dichter Mihai Eminescu.
Ze was gehuwd met de Roemeense componist en schrijver Pascal Bentoiu (1927–2016).

## Onderscheidingen
- Vertalingsprijs van de Vereniging van Roemeense Schrijvers (1979, 1983 en 1991)

## Werken
- (fr)  Dix méditations sur une rose, 1989.
- (fr)  Poèmes, 1989.
- (fr)  Phrases pour la vie quotidienne, 1990.
- (fr)  Voyage en Moldavie, 2001.
- (fr)  Une Liberté désenchantée, 2008.